# U-953
Unterseeboot 953 foi um submarino alemão do Tipo VIIC, pertencente a Kriegsmarine que atuou durante a Segunda Guerra Mundial.

## Comandantes
| Comandante               | Data                                    |
| ------------------------ | --------------------------------------- |
| Oblt. Karl-Heinz Marbach | 17 de dezembro de 1942 - agosto de 1944 |
| Oblt. Herbert A. Werner  | agosto de 1944 - abril de 1945          |
| Oblt. Erich Steinbrink   | abril de 1945 - 9 de maio de 1945       |

## Subordinação
Durante o seu tempo de serviço, esteve subordinado às seguintes flotilhas:
| Período                                     | Flotilha                                   |
| ------------------------------------------- | ------------------------------------------ |
| 17 de dezembro de 1942 - 31 de maio de 1943 | 5. Unterseebootsflottille (treinamento)    |
| 1 de junho de 1943 - 14 de outubro de 1944  | 3. Unterseebootsflottille (serviço ativo)  |
| 15 de outubro de 1944 - 8 de maio de 1945   | 33. Unterseebootsflottille (serviço ativo) |

## Operações conjuntas de ataque
O U-953 participou das seguinte operações de ataque combinado durante a sua carreira:
- Rudeltaktik Trutz (1 de junho de 1943 - 16 de junho de 1943)
- Rudeltaktik Trutz 2 (16 de junho de 1943 - 29 de junho de 1943)
- Rudeltaktik Geier 2 (30 de junho de 1943 - 15 de julho de 1943)
- Rudeltaktik Schill (25 de outubro de 1943 - 16 de novembro de 1943)
- Rudeltaktik Borkum (1 de janeiro de 1944 - 3 de janeiro de 1944)
- Rudeltaktik Borkum 3 (3 de janeiro de 1944 - 13 de janeiro de 1944)
- Rudeltaktik Dragoner (22 de maio de 1944 - 28 de maio de 1944)